# Argumentum ad logicam
Az argumentum ad logicam (latinul „logikára hivatkozás”), vagy röviden ad logicam, olyan érvelési hiba, amely során a vitázó egy hibás érvből arra következtet, hogy akkor annak a következménye is feltétlenül hamis.

## Formája
A, tehát B
A hibás, hamis érv
Tehát B hamis

## Példák
– A delfinek tudnak úszni, mivel halak.
– De hiszen a delfinek nem halak: tehát akkor nem tudnak úszni.
„A spenótról azért gondolták, hogy nagyon egészséges, mert a vastartalmát egy elírás folytán tízszer akkorának hitték, mint valójában. Következésképpen a spenót nem egészséges.” (Természetesen ennek ellenére a spenót mértékletes fogyasztása egészséges, hiszen sok hasznos nyomelem és vitamin van benne, és vastartalma – talajtól függően – jelentős, bár ez nagyrészt rosszul felszívódó formában van jelen. Gyakori fogyasztása magas oxalát- és nitráttartalma miatt azonban nem ajánlott.)